# Hans-Jörgen Hansen
Hans Jörgen (Hans-Jörgen) Hansen, född 10 december 1920 i Södertälje stadsförsamling i Stockholms län, död 9 augusti 2002 i Danderyds församling i Stockholms län, var en svensk veterinär och ämbetsman.
Hansen avlade veterinärexamen 1948 och medicine doktor-examen i veterinärmedicin 1952. Han var assistent i Patologisk-anatomiska avdelningen vid Veterinärhögskolan 1945–1953, tillförordnad prosektor 1946–1953 och prosektor 1953–1958. Han var gästprofessor i Kairo 1955–1957.
Åren 1958–1982 var han professor och föreståndare för Statens veterinärmedicinska anstalt. ”Hansen kom att leda SVA i en brytningstid. Han accepterade ansvaret för att SVA fick lokalmässiga och organisatoriska förutsättningar för att kunna lösa de samhällsuppgifter som följde genom den snabba internationaliseringen och omstruktureringen av animalieproduktionen. Att få en ändamålsenlig, allsidig uppbyggnad av beredskapen mot allvarliga smittsamma djursjukdomar såg Hansen uppenbarligen som den största utmaningen inom ansvarsområdet och han löste också den planeringen på ett ändamålsenligt och framsynt sätt.”
Hans-Jörgen Hansen invaldes 1968 som ledamot av Kungliga Krigsvetenskapsakademien.